# Sinfonie KV Anh. 220 (Mozart)
Die Sinfonie a-Moll KV Anh. 220 (16a) ist eine früher Wolfgang Amadeus Mozart zugeschriebene Sinfonie.

## Allgemeines
Um 1799 versuchte das Leipziger Verlagshaus Breitkopf & Härtel, von Mozarts Schwester, seiner Frau sowie von Musikern, Kopisten und Verlegern Mozarts Werke zu sammeln. Darunter befand sich auch eine Sinfonie in a-Moll, die im handschriftlichen Manuskript-Katalog des Verlages mit einem vier Takte langen Incipit der 1. Violinstimme aufgeführt wurde und als dessen Quelle der Hamburger Musikalienhändler Johann Christoph Westphal angegeben wird. Als Ludwig von Köchel die Werke Mozarts im Köchelverzeichnis ordnete, war die Handschrift der Sinfonie verschwunden, daher nahm er sie als verlorenes Werk mit der Nummer „Anhang 220“ auf.
Alfred Einstein (1937) vermutete in der dritten Auflage des Köchelverzeichnisses auf der Grundlage dieser ersten vier Takte, dass das Werk 1765 in London komponiert wurde, gab ihm in Anlehnung an Mozarts erste überlieferte Sinfonie die KV-Nummer 16a und äußerte dazu: „Die frühe Zeit der Komposition ist augenscheinlich erkennbar, auch aus den wenigen erhaltenen Takten.“ Diese Einschätzung wurde auch in der sechsten Auflage des Köchelverzeichnisses (1964) beibehalten.
Im Jahr 1982 wurden im Archiv des Städtischen Sinfonieorchesters von Odense in Dänemark Notenstimmen einer Sinfonie in a-Moll aufgefunden, die mit der Angabe „del Sgr. Mozart“ überschrieben sind und deren Beginn dem Incipit aus dem o. g. Breitkopf-Katalog entspricht. Es handelt sich jedoch nicht um ein Autograph, sondern um eine Abschrift, an der mehrere Kopisten beteiligt waren.
Ein Vermerk auf der Titelseite gibt an, dass die Sinfonie spätestens 1793 (wahrscheinlich vom Musikalienhändler Westphal) in den Besitz des dänischen Collegium Musicum gelangt war, während das Wasserzeichen im Papier der Orchesterstimmen das Datum von 1779 aufweist. Keine der in dem Papier identifizierten Handschriften lässt sich mit einem Kopisten aus dem Kreis um die Familie Mozart in Verbindung bringen. Westphal hatte in den 1780er Jahren neben einigen authentischen Sinfonien auch bei Werken „zweifelhafter“ Quellen wie KV 16a oder der Sinfonie KV Anhang C 11.08 mit Mozarts Urheberschaft geworben. Wahrscheinlich befand sich unter den Sinfonien, die er dann an das Collegium als Werke Mozarts verkaufte, auch KV 16a.
Wolfgang Plath gab die Handschrift, die unter dem Namen „Odense“-Sinfonie bekannt wurde, 1984 als Partitur heraus und stellte sie im Rahmen wissenschaftlicher Symposien der Fachwelt vor. Das Werk wurde mehrfach auf CD aufgezeichnet (u. a. von der Academy of Ancient Music unter Christopher Hogwood im Rahmen der Gesamtaufnahme der Mozart-Sinfonien) sowie im Jahr 2000 im Supplement der Neuen Mozart-Ausgabe unter der Rubrik „Werke zweifelhafter Echtheit“ publiziert, „da die Editionsleitung der NMA die Echtheitsdiskussion über das Werk noch nicht als abgeschlossen betrachtet, zumal eine Alternative zu Mozart als Verfasser nach wie vor nicht benannt werden kann“.
Neal Zaslaw (1989) meint, dass die „Odense“-Sinfonie wohl später als 1765 komponiert wurde. „Aber selbst die stilistische Nähe zu den Mozart-Sinfonien der späteren 1760er und frühen 1770er Jahre macht eine genaue Datierung ohne authentische Quelle unmöglich. Tatsächlich ist KV 16a in stilistischer Hinsicht von allen anderen Werken Mozarts oft ganz verschieden.“ Wolfgang Gersthofer (2007) lässt das Werk bei seiner Besprechung von Mozarts frühen Sinfonien ganz außer Acht, „da sie in Fachkreisen kaum noch ernstlich als Werk Mozarts in Erwägung gezogen wird“. Ähnlich äußert sich Wolfgang Scherliess (2005): „Nach langer und intensiver Diskussion ist sich die Mozart-Forschung einig, dass die Odense-Sinfonie sowohl überlieferungsgeschichtlich als auch stilistisch nicht als Werk Mozarts gelten kann.“

## Zur Musik
Besetzung: zwei Oboen, zwei Hörner in A, zwei Violinen, Viola, Cello, Kontrabass.  In zeitgenössischen Orchestern war es zudem üblich, auch ohne gesonderte Notierung Fagott und Cembalo (sofern im Orchester vorhanden) zur Verstärkung der Bass-Stimme bzw. als Continuo einzusetzen.
Aufführungsdauer: ca. 13 Minuten.
Die Sinfonie hat drei Sätze:
- Allegro moderato
- Andantino
- Rondo: Allegro moderato

Der erste Satz mit charakteristischer fallender Linie und Tonrepetition am Anfang läuft ohne Wiederholungen durch. Das Andantino beginnt mit einem liedhaften Thema, das an die Arie „Che farò senza Euridice“ aus der Oper Orpheus und Eurydike von Christoph Willibald von Gluck erinnert. Das Finale in Rondo-Form fällt durch den etwas exotisch-„türkischen“ Refrain auf, wobei es sich wahrscheinlich um die Nachahmung ungarischer Volksmusik handelt, die selbst wiederum eine Parodie von angeblich türkischer Musik darstellt.
Beginn des ersten Satzes:
Die Audiowiedergabe wird in deinem Browser nicht unterstützt. Du kannst die Audiodatei herunterladen.